# Училище изящных искусств Гунста
Училище изящных искусств А. О. Гунста — московское учебное заведение художественного профиля, основанное и возглавляемое архитектором и художником А. О. Гунстом. Училище Гунста стало первым в Москве частным учебным художественным заведением. В нём преподавали многие видные художники и архитекторы, учились скульптор А. С. Голубкина и художник Д. Н. Кардовский.

## История
В 1886 году архитектор и художник Анатолий Оттович Гунст при поддержке директора Румянцевского музея В. А. Дашкова учредил в Москве частную художественную школу «Классы изящных искусств». Перед открытием школы Гунст посетил ряд европейских стран, где специально интересовался организацией художественного образования. На состоявшемся 14 октября 1886 года торжественном открытии школы А. Гунст произнёс речь, в которой сформулировал цели нового учебного заведения: «За границей всё подобное этим классам давно привито. Там много школ и специальных училищ по всем отраслям прикладных искусств, а окончившие в них курс рассеиваются по земному шару, идя на верный заработок. Большинство иностранных художников и мастеров являются к нам на Русь… Я знаю, уверен твёрдо, что со временем, когда наше общество поймет всю пользу этого нового начала, оно, отзывчивое на всё полезное для Родины, даст силы развиться этому зерну, оно взрастит из него широкую ниву, даст возможность русскому художнику и мастеру поспорить с иностранцем, и пальму первенства отдаст родному сыну великой матушки Руси». Первоначально «Классы» открылись в доме Левенцовой в Спиридоньевском переулке (по другим данным, на Малой Бронной улице, 32), а затем переехали в бывший особняк князя Урусова на углу Пречистенки с Зубовской площадью, заняв там первый и второй этажи. «Классы» состояли из нескольких отделов: художественного, научного и прикладных отраслей; занятия проводились ежедневно, утром и вечером.
В 1890 году учебное заведение было переименовано в «Училище изящных искусств А. О. Гунста». В том же году были выпущены собственные «Правила для учащихся», где говорилось, что «Цель Училища изящных искусств — приготовить молодых людей обоего пола, путём практических и теоретических занятий, к самостоятельной деятельности на поприще искусств и его прикладных отраслей». В училище принимались лица обоего пола не моложе 10-ти лет. Обучение было платным и составляло 100 рублей в год. Гунст принимал бесплатно талантливых людей, не имевших возможности оплачивать обучение, как, например, Анну Голубкину, учившуюся у скульптора С. М. Волнухина.
Программа предусматривала шестилетнее обучение по общеобразовательным предметам, а также по мифологии, истории искусства и культуры, эстетике, анатомии, строительному искусству, перспективе и теории теней. Также предусматривалась специализация по выбору учащегося по различным видам прикладного искусства: живописи по фарфору, стеклу, тканям, резьбе и выжиганию по дереву, скульптуре и ряду других. С 1887 по 1891 год были проведены четыре разнообразные по жанру выставки работ учащихся, причём последняя состоялась в залах Исторического музея. На выставках можно было купить лучшие работы и сделать заказ на выполнение различных художественных изделий
В начале 1890-х годов Гунст подал в Санкт-Петербург прошение о предоставлении выпускникам Училища таких же прав, как и окончившим другие московские художественные учебные заведения. Из столицы запросили мнение на этот счёт Московского училища живописи, ваяния и зодчества и Строгановского училища, которые дали на это ходатайство отрицательное заключение. К тому времени у Училища возникли и серьёзные материальные трудности. В 1891 году Училище изящных искусств было закрыто. «С большим сожалением вспоминаю о косности руководителей, возглавлявших Строгановское училище и Училище Живописи, Ваяния и Зодчества — погубивших хорошее начинание А. О. Гунста» — писал преподававший в училище академик И. П. Машков.

## Преподаватели
В училище преподавали художники И. А. Левитан (возглавлял пейзажный класс), Л. О. Пастернак, В. В. Переплётчиков, А. С. Степанов, Н. А. Клодт, С. А. Виноградов, С. И. Ягужинский, А. С. Янов, П. А. Крымов, Н. А. Богатов; архитекторы К. М. Быковский (история искусств), Ф. О. Шехтель, И. П. Машков (рисование орнамента и перспектива), А. Н. Померанцев, А. О. Гунст (класс выжигания по дереву и коже и акварель); скульптор С. М. Волнухин, искусствовед В. Е. Гиацинтов, историк Р. Ю. Виппер (история культуры).